# Ландульф Миланский
Ланду́льф Миланский, или «Старший» (лат. Landulfus Milanus, итал. Landòlfo Seniore; до 1025 — после 1085) — итальянский священник и хронист XI века, один из городских летописцев Милана, автор «Миланской истории» (лат. Historiae Mediolanensis). Нередко его называют Ландульфом-старшим (лат. Landulfus Senior), чтобы отличить его от другого миланского летописца Ландульфа Младшего (лат. Landulfus Junior, или Landulf of San Paolo, 1077—1137).

## Биография
Происхождение точно неизвестно; один из исследователей его сочинения Дж. Джулини в 1854 году предположил, что он не был выходцем из знати, так как при описании политических конфликтов и народных возмущений в городе выступает популяром и стоит скорее на стороне народных масс и архиепископской власти, чем феодалов и клириков. 
С другой стороны, в 1930 году историк А. Коломбо попытался отождествить его с «Ландульфом, сыном Обиццо, клириком и нотарием», родившимся около 1010 года, подписавшим в 1073 году завещание о землях в Аппьяно Джентиле, оставляемых брату и племяннику, и принадлежавшим, таким образом, к местному нобилитету.
В то же время, некоторые считают, что он учился во Франции уже в начале XII века, сначала с 1103 года в Орлеане, затем в 1106—1107 года в Париже у Гильома из Шампо, затем в Лане. Однако, это явно противоречит указанной дате рождения, а потому, вероятно, относится к биографии другого миланского хрониста и тёзки, известного как Ландульф Младший.
Являясь женатым священником, он был горячим противником целибата и других реформ папы Григория VII. Будучи также сторонником симонии, активно боролся с выступавшими против неё еретиками-патаренами. Умер около 1110 года в Милане.

## Сочинения
Его исторический труд «История Милана в четырёх книгах» (лат. Mediolanensis Historiae libri quatuor) содержит немало легенд и мифов, а местами и откровенного авторского вымысла, изобилуя также фактологическими ошибками и неточностями. Хронологически он охватывает в основном 961—1085 годы, причём события 1045—1085 годов автор явно описывает как очевидец.
Первая книга сочинения Ландульфа посвящена основанию Миланской церкви Св. Амвросием Медиоланским (IV в. н. э.), заложившим местные традиции христианского богослужения. Вторая излагает события истории города с VI по XI столетия, с упором на автономию местных правителей и клира от императорской и папской власти, включая Григория I и Карла Великого. Наиболее подробно освещается деятельность архиепископов Вальперта (953—970), Арнульфа II (998—1018) и Ариберта (1018—1045).
Третья книга посвящена жестоким конфликтам, разгоревшимся в миланской церкви с момента избрания архиепископа Гвидо да Велате (1045) между традиционалистами и реформистами, представленными как  сторонниками папы Григория VII, так и местными патаренами, объединившимися вокруг диакона Ариальдо (ум. 1066), нотариуса и священника Ландольфо Котта (ум. 1061) и вальвассора Эрлембальдо. Рассказ заканчивается временной и непрочной победой традиционалистской партии после гибели в 1075 году помянутого Эрлембальдо.
Четвертая книга описывает события времён архиепископата Тебальда, начиная с 1075, и до смерти в 1085 году папы Григория, вслед за описанием которой стоит рассказ о чудесном воскресении побывавшего на том свете местного священника Ансельмо, который, видимо, так и остался неоконченным.
Время окончания работы над «Историей Милана» является предметом дискуссии. Поскольку в ней рассказывается о переносе мощей Ариальдо, произошедшем в 1099—1100 годах, традиционно его относили к периоду архиепископства Ансельма IV Бовизcкого (1097—1101), однако, согласно исследованиям Ваттенбаха и Феррея, предпочтительнее считать, что это произошло уже между 1102 и 1110 годами, при Петре Гроссолане. 
«История Милана» Ландульфа Старшего сохранилась в нескольких рукописях, старейшая из которых относится к XIV веку и находится в собрании Амброзианской библиотеки в Милане (Biblioteca Ambrosiana, Mss., H. 89 inf.), однако другая, более поздняя, относящаяся к началу XV века, из Библиотеки редких книг и рукописей Бейнеке Йельского университета (New Haven, Beinecke, 642), считается исследователями более надёжной.
Первое издание работы под названием «Historiae libri IV» было подготовлено О. Бьянки в 1723 году в Милане в 4-м томе выпускавшегося Лудовико Антонио Муратори свода «Rerum Italicarum Scriptores». Оно было переиздано в 1942 году в Болонье Алессандро Кутоло. Второе издание под заглавием «Historia Mediolanensis», под редакцией Л. Бетманна и В. Ваттенбаха, опубликовано было в 1848 году в Ганновере в 8-м томе «Monumenta Germaniae Historica», и до сих пор считается классическим. 
Первый полный русский перевод, выполненный в 2012 году И. В. Дьяконовым для сайта «Восточная литература», опубликован в 2020 году издательством «Русская панорама» в сборнике итальянских хроник из серии «MEDIÆVALIA: средневековые литературные памятники и источники». 
Историческая ценность сочинения Ландульфа, не вызывавшая сомнений у средневековых хронистов, использовавших его, как правило, некритически, в настоящее время является предметом споров среди медиевистов-источниковедов.

## Издания
- Landulfi historia Mediolanensis // Monumenta Germaniae Historica, SS. — Band VIII. — Hannover, 1848. — pp. 32-100[11].
- Landulphi senioris Mediolanensis Historiae libri quatuor, a cura di Alessandro Cutolo // Rerum Italicarum Scriptores (ser. II). — Tomo IV. — Bologna: Nicola Zanichelli, 1942. — XXVI, 64 p.

## Русские переводы
- Ландульф Старший. Миланская история / Пер. И. В. Дьяконова // Хроники Италии. — М.: Русская панорама, 2020. — С. 88-231. — (MEDIÆVALIA: средневековые литературные памятники и источники). — ISBN 978-5-93165-439-3.